# 문화적 전유
문화적 전유(文化的 專有, cultural appropriation) 혹은 문화적 도용(文化的 盜用)이란 다른 문화나 정체성의 구성원이 하나의 문화나 정체성의 요소를 채택하는 것이다. 이것은 지배 문화의 구성원들이 소수 문화를 도용(전유)할 때 논쟁의 여지가 있을 수 있다.
특별히 이런 전유는 문화 변용, 문화 동화, 혹은 평등한 문화적 교환과는 차이점이 있다고 비평가들은 말한다. 무단으로 사용하고 원래의 문화의 정신을 존중하지 못한 점도 문제가 된다. 이에 대한 사례는 대중문화에서 흔히 발견된다. 연극이나 영화에서 아메리칸 인디언의 분장과 복장을 따라하는 것, 유색인종 캐릭터나 인물을 백인으로 대체하는 것, 소수민족의 전통을 상품화하여 판매하는 것 등이 주요한 문화적 도용의 사례이다. 주류 문화권에서 비주류 문화권의 전통이나 의상, 종교적 제의, 관습·언어·노래 등을 허가 없이 베끼는 것이다. 어느 한 문화집단이 다른 문화집단의 전통문화를 무단으로 사용하는 것이다.

## 주요 사례들
연극이나 영화에서 미국 원주민의 분장을 따라하는 것, 핼러윈 데이에 백인이 아메리칸 원주민의 복장을 입는 것은 대표적인 문화적 도용이다. 이 밖에도 흑인을 우스꽝스럽게 그리는 '블랙페이스' 분장, 유색인종 인물이나 캐릭터를 백인으로 바꾸어 등장시키는 '화이트워싱' 등도 문화적 도용의 사례로 볼 수 있다.
패션에서의 문화적 도용
2012년 11월, 대형 패션회사 빅토리아 시크릿의 패션쇼에서 여성 모델이 인디언 원주민의 깃털 모자를 쓰고 패션쇼에 서자 원주민 사회에서 거센 반발이 일어났다. 인디언 문화에서 깃털 모자는 전사들의 용맹을 상징하는 것으로, 보통 아메리칸 인디언의 지도자들이 사용하며 종족에 따라 추장이 쓰고, 여자들은 쓰지 않기 때문이다. 여론의 비난이 쇄도하자, 빅토리아 시크릿은 공식적으로 사과를 표명하며 이후 TV방송으로 패션쇼가 방영될 때에는 해당 복장을 삭제하기로 약속했다.
2017년 5월, 프랑스의 명품 패션기업 샤넬은 고가의  부메랑을 온라인에서 판매하면서 호주 원주민들의 비난을 받았다. 부메랑은 호주의 원주민들이 사냥에 사용하던 무기의 하나로, 활등처럼 굽은 나무 막대기이다. 지금은 전 세계로 보급되어 스포츠 도구로도 사용되고 있다. 호주 원주민들은 샤넬의 부메랑 판매에 대해 ‘호주의 원주민 문화를 도용한 저열하고 값싼 상술’이라고 비난했고, 부메랑 상품에 대한 반발이 거세지자 샤넬 측은 "샤넬은 모든 문화에 대해 진심으로 존중한다. 부메랑 출시가 일부 사람들에게 모욕감을 안겨줬다는데 깊이 사과한다"고 밝혔다.
대중문화에서의 문화적 도용
2019년 개봉 예정작인 실사영화 <라이온 킹(Lion King)>도 등장하는 대사인 ‘하쿠나 마타타(Hakuna Matata)’로 인해 문화적 도용의 구설수에 올랐다. ‘하쿠나 마타타’는 아프리카 남동부에서 사용되는 스와힐리어로 ‘걱정 거리가 없다’ 또는 ‘모든 것이 잘 될 것이다’라는 뜻이다. 스와힐리어를 사용하는 케냐, 탄자니아, 우간다 등 아프리카 남부 국가들에서 디즈니 상표권 취소를 요청하는 청원운동이 확산되고 있다. 이 운동의 주도자인 짐바브웨 출신의 셸턴 음팔라는 “디즈니 상표권은 탐욕을 전제로 하고 있으며, 스와힐리어를 사용하는 이들의 정신뿐 아니라 아프리카 전체에 대한 모욕”이라고 주장하고 있다. 그러나 <라이온 킹>은 이미 1994년, 원작 애니메이션으로 전 세계적인 인기를 끌었고, 디즈니는 당시 ‘하쿠나 마타타’를 ‘라이온 킹’ 브랜드를 위조할 수 없도록 상표권으로 등록한 바 있다. 상표권으로 인한 논란이 다시금 불거진 까닭은 대중문화에서 문화도용에 대한 인식과 민감성이 높아졌기 때문이라는 분석도 있다.

## 관련 협약
한편, 유엔은 2007년 9월 유엔총회에서 144개국의 찬성으로 ‘원주민 권리 선언(Declaration on the Rights of Indigenous Peoples)’을 채택하고 ‘원주민은 자신의 문화유산·전통지식 등을 통제·보호·개발할 권리가 있고 그에 대한 지적재산권을 유지·통제·보호·개발할 권리가 있다’고 적시한 바 있다. 유엔 선언문은 자국 국회에서의 비준을 받기 전에는 법적 효력은 없지만, 불문법의 체계를 따르는 나라의 경우에는 해당 법원이 임의로 유엔 선언이나 협약의 원칙을 차용하는 경우도 있어왔다. 따라서 유엔의 ‘원주민 권리 선언’ 채택은 원주민들의 권리가 보장받을 수 있는 제도적 장치가 마련되었다는 의의를 갖는다.

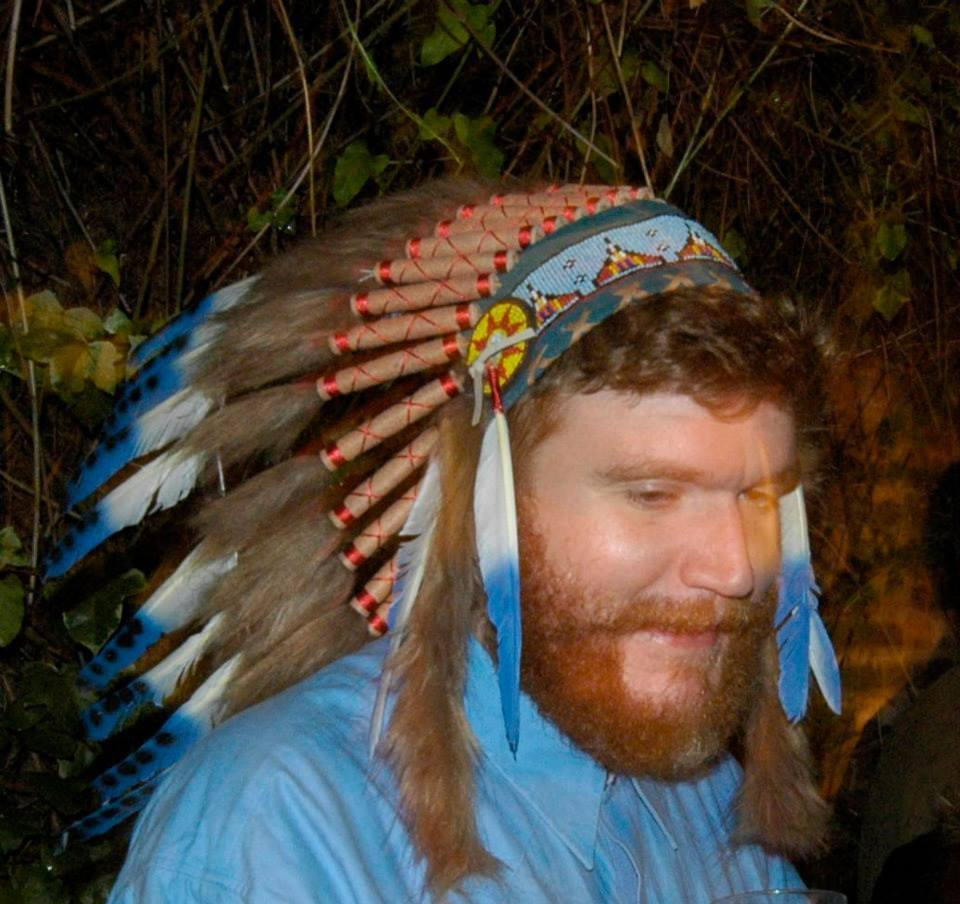
Non-Native person wearing Native American war bonnet

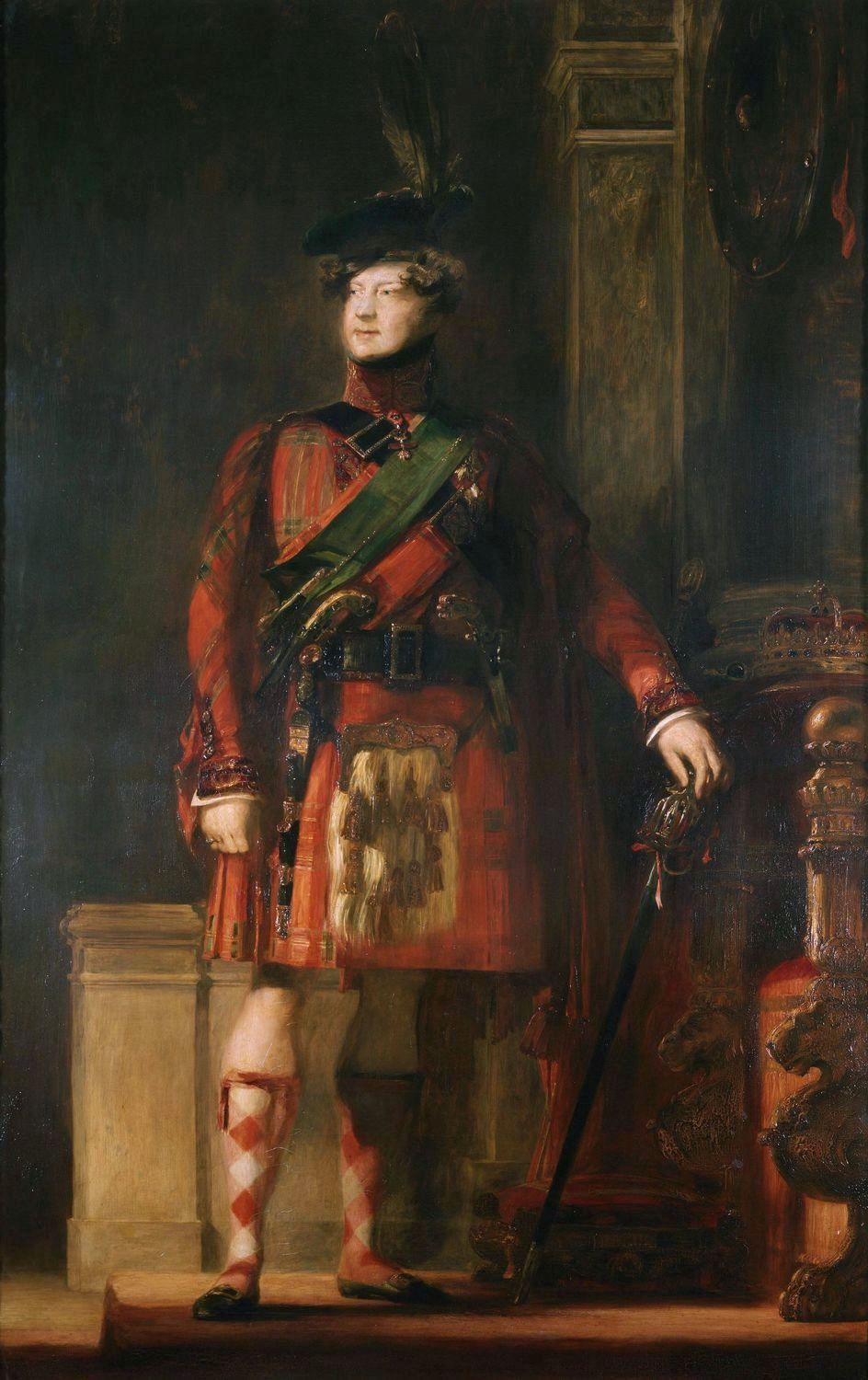
George IV of the United Kingdom wearing highland dress, 1822

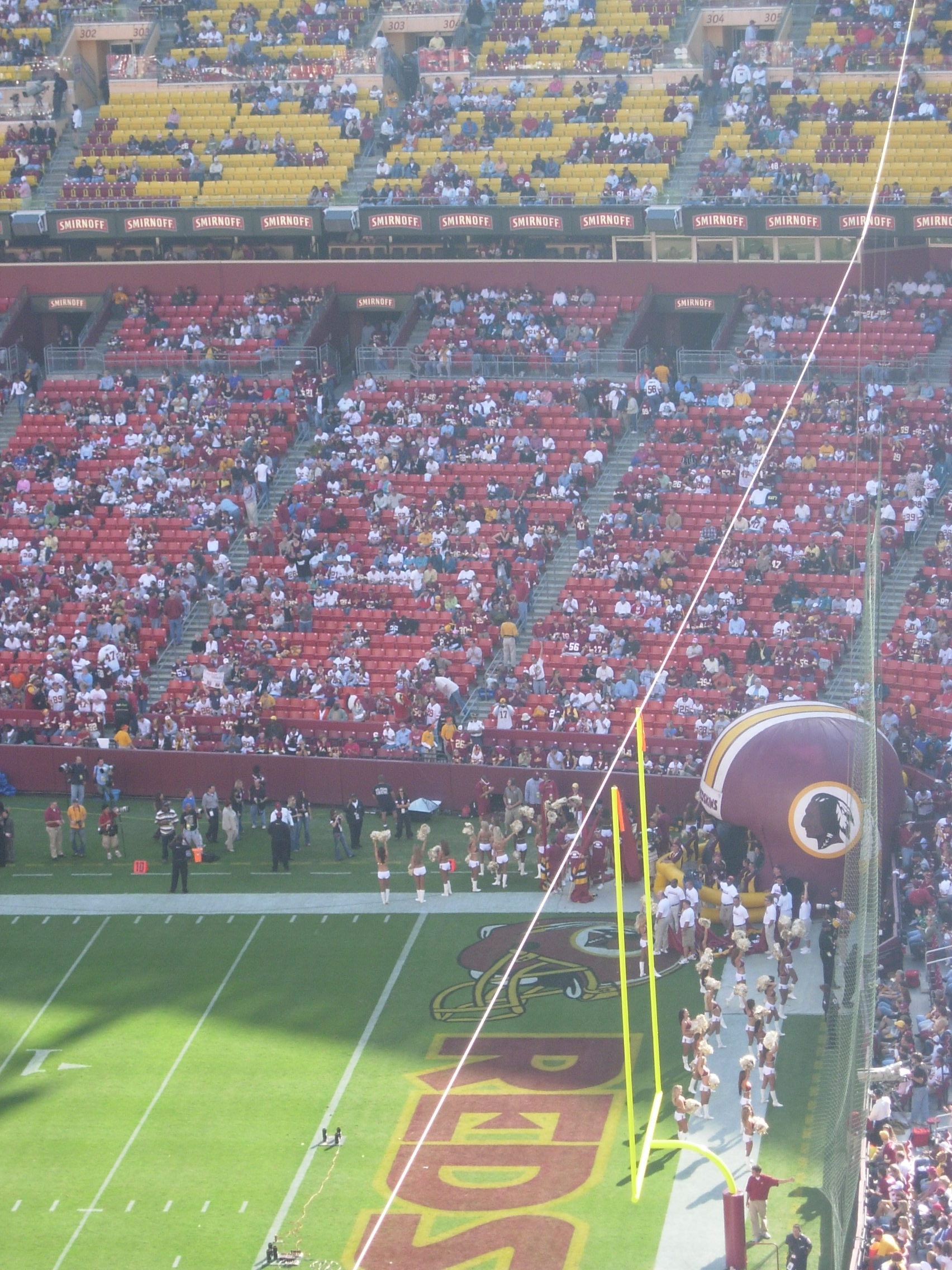
The Washington Redskins logo in Maryland

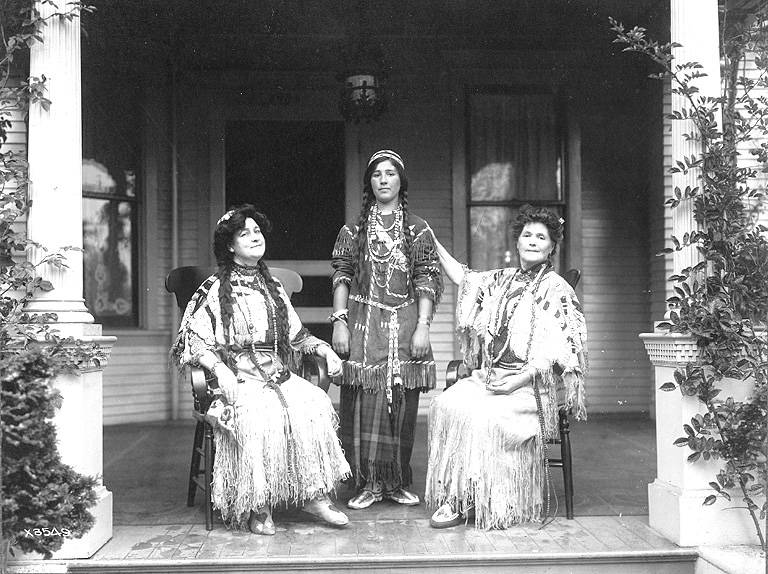
White people dressing in Native American outfits (1909)

## 같이 보기
- 문화 패권